# Rainn Wilson
Rainn Percival Dietrich Wilson  (nascido Rainn Dietrich Wilson; Seattle, Washington, 20 de Janeiro de 1966) é um ator, comediante, diretor, roteirista e produtor americano. Wilson é mais conhecido por sua interpretação como Dwight Schrute na série de comédia norte americana The Office, papel que rendeu lhe três indicações ao Emmy Award de Melhor Ator Coadjuvante em Série de Comédia e dois prêmios do Screen Actors Guild Awards de Melhor Elenco em Série de Comédia.

## Biografia

### Primeiros Passos
Wilson nasceu em Seattle, Washington, filho de Shay Cooper, uma professora de yoga e atriz, e de Robert G. Wilson, escritor e consultor empresarial. Frequentou a Kellogg Middle School e a Shorecrest High School em Shoreline, Washington. Ele se transferiu e se formou na New Trier High School após sua família ter se mudado para Wilmette, Illinois para trabalhar no Centro Nacional Bahá'í. Wilson tem formação teatral da Tufts University e da Universidade de Washington, e tem lecionado em aulas de atuação.

## Carreira

### 1997–2004
O primeiro trabalho de Wilson na televisão foi em um episódio da novela americana One Life to Live, seguido por um papel coadjuvante no telefilme The Expendables (2000).
Sua estreia no cinema se deu no filme Galaxy Quest (1999), seguido por um pequeno papel em Almost Famous (2003).Em 2002, ele foi escalado para o personagem principal do filme de terror House of 1000 Corpses (2003), dirigido por Rob Zombie. No início de 2003, Wilson interpretou o excêntrico Arthur Martin, na série da HBO Six Feet Under, ganhando um prêmio por Melhor elenco em série de drama no Screen Actors Guild Awards. Ele também fez pequenos papéis em America's Sweethearts (2001) e Baadasssss! (2003).
Wilson também fez participações especiais em Law & Order: Special Victims Unit, CSI: Crime Scene Investigation, Entourage, Monk, Numbers, Charmed, Tim and Eric Awesome Show, Great Job! e Reno 911!.

### 2005–2013
Em 2005, Wilson apareceu no filme de comédia Sahara, assim como no mocumentário independente The Life Coach.
No mesmo ano, Wilson foi escalado para interpretar Dwight Schrute, um trabalhador de escritório neurótico, na série The Office. Ele foi indicado para um Emmy de Melhor ator coadjuvante em 2007, 2008 e 2009. Ele ganhou dois prêmios SAG por Melhor elenco de comédia em série. Além de atuar na série, Wilson também dirigiu três episódios: "The Cover-Up" na 6ª temporada, "Classy Christmas" na 7ª temporada e "Get the Girl" na 8ª temporada.
Em 2006, ele apareceu ao lado de Luke Wilson e de Uma Thurman no filme My Super Ex-Girlfriend e em 2007, participou do filme Juno no papel de Rollo, o dono de uma farmácia.
Em 24 de fevereiro de 2007, Wilson apresentou o Saturday Night Live, se tornando o segundo membro do elenco de The Office a apresentar o programa, após Steve Carell. Em agosto de 2010, Wilson participou dos videoclipes de "Harry and Bess", de Ferraby Lionheart e "Keep Your Head Up", de Andy Grammer.
Wilson estrelou a comédia The Rocker, lançada em 20 de agosto de 2008. Em 2009, ele deu voz ao vilão alienígena Gallaxhar, na animação Monster vs. Aliens, e atuou em Transformers: Revenge of the Fallen. Em 2010, ele interpretou o desequilibrado protagonista de Super. Na análise deste filme, o crítico Roger Ebert elogiou a performance de Wilson afirmando que "[Wilson] nunca parece estar tentando ser engraçado, e isso é uma força.", apesar de não ter aprovado o roteiro.
Para o papel de Paul, no filme Hesher (2011), Roger Ebert comenta sobre Rainn em sua crítica: "Ele possui aquela qualidade raras em um ator, uma sinistra presença. Existem alguns como ele (Jack Nicholson, Christopher Walken, Bill Murray) que precisam apenas olhar para algo para estabelecer uma atitude em relação em relação a isso. Sim, eles podem ficar exaltados, eles podem operar em alta, mas a essência passiva deles é o ponto: dúbios, sábios, tristemente qualificados [sic], em um ângulo através da linha. Outros atores podem sentar em um sofá e ver TV, mas Rainn Wilson faz disso uma declaração. Uma declaração de ... nada, e esse é o ponto".

### 2014–presente
Em 2014, Wilson teve papéis na comédia de terror independente Cooties e no thriller The Boy (2015).
No drama da Fox Backstrom, Wilson interpretou Everett Backstrom, um detetive agressivo e autodestrutivo que é parte de uma equipe de excêntricos criminologistas. O programa é baseado na série de livros de mesmo nome do sueco Leif G. W. Persson. Wilson também trabalhou como produtor do programa. Foi cancelado pela Fox após 13 episódios. Em 2016, Wilson fez uma participação especial em na série Roadies.
Em 2017, Wilson deu voz ao personagem Gargamel na animação Smurfs: The Lost Village. Também estrelou a comédia independente Permanent, como o amável e engraçado pai Jim Dickson, junto de Patricia Arquette e Kira McLean. O filme foi dirigido por Colette Burson e produzido pela 2 929 Entertainment. Wilson estrelou em Shimmer Lake (2017) para a Netflix e The Meg (2018) para a Warner Bros.
Wilson foi escalado para interpretar Harry Mudd em Star Trek: Discovery (2017) e dirigiu o segmento "The Escape Artist" em Star Trek: Short Treks. Wilson fez a voz de Lex Luthor nos mais recentes filmes animados do Superman da DC, incluindo The Death of Superman, Reign of the Supermen e Batman: Hush.
Em 2019, Wilson apareceu no drama independente Blackbird, ao lado de Susan Sarandon e Kate Winslet, e no thriller independente Don't Tell a Soul, ao lado de Jack Dylan Grazer e Fionn Whitehead.
Wilson foi escalado para o elenco regular da série original da Amazon Utopia, ao lado de John Cusack e Sasha Lane, onde interpreta o virologista Dr. Michael Sterns.
Em 10 de outubro de 2019, participou de um documentário de 30 minutos no Youtube chamado Laughing Matters, criado pela SoulPancake em parceria com o canal Funny or Die, onde vários comediantes discutem saúde mental.

### Vida pessoal
Wilson é casado com a autora Holiday Reinhorn. Eles se conheceram numa aula de atuação na faculdade e se casaram em Kalama River. O casal tem um filho, Walter McKenzie, nascido em 2004, e vivem atualmente em Agoura Hills, California. Ele e sua família são membros da religião Bahá'í.

## Filmografia

### Cinema
| Ano  | Título Original                          | Personagem                     | Notas                          |
| ---- | ---------------------------------------- | ------------------------------ | ------------------------------ |
| 1999 | Galaxy Quest                             | Lahnk                          |                                |
| 2000 | Almost Famous                            | David Felton                   |                                |
| 2001 | America's Sweethearts                    | Dave O'Hanlon                  |                                |
| 2002 | Full Frontal                             | Brian                          |                                |
| 2003 | House of 1000 Corpses                    | Bill Hudley                    |                                |
| 2003 | Baadasssss!                              | Bill Harris                    |                                |
| 2005 | The Life Coach                           | Dr. Watson Newmark             |                                |
| 2005 | Sahara                                   | Rudi Gunn                      |                                |
| 2006 | My Super Ex-Girlfriend                   | Vaughn Haige                   |                                |
| 2007 | The Last Mimzy                           | Larry White                    |                                |
| 2007 | Juno                                     | Rollo                          |                                |
| 2008 | The Rocker                               | Robert 'Fish' Fishman          |                                |
| 2009 | Monsters vs. Aliens                      | Gallaxhar (voz)                |                                |
| 2009 | Transformers: Revenge of the Fallen      | Professor Colan                | Participação                   |
| 2010 | The New Recruits                         | Narrador                       |                                |
| 2010 | Super                                    | Frank Darbo / The Crimson Bolt | Também como produtor executivo |
| 2010 | Hesher                                   | Paul Forney                    |                                |
| 2010 | Peep World                               | Joel Meyerwitz                 |                                |
| 2013 | The Stream                               | Adult Ernest                   |                                |
| 2014 | Cooties                                  | Wade Johnson                   |                                |
| 2015 | Uncanny                                  | Castle                         |                                |
| 2015 | The Boy                                  | William Colby                  |                                |
| 2016 | Army of One                              | Agent Simons                   |                                |
| 2017 | Permanent                                | Jim Dixon                      |                                |
| 2017 | Smurfs: The Lost Village                 | Gargamel (voz)                 |                                |
| 2017 | Shimmer Lake                             | Andy Sikes                     |                                |
| 2018 | The Death of Superman                    | Lex Luthor (voz)               |                                |
| 2018 | The Meg                                  | Jack Morris                    |                                |
| 2018 | Where in the Hell is the Lavender House? |                                | Produtor executivo             |
| 2019 | Reign of the Supermen                    | Lex Luthor (voz)               |                                |
| 2019 | Brightburn                               | Frank Darbo / The Crimson Bolt | Participação                   |
| 2019 | Batman: Hush                             | Lex Luthor (voz)               |                                |
| 2019 | Blackbird                                | Michael                        |                                |
| 2020 | Justice League Dark: Apokolips War       | Lex Luthor (voz)               |                                |
| 2021 | Don't Tell a Soul                        | Hamby                          |                                |

### Televisão
| Ano           | Título Original                                 | Personagem                         | Notas                                                                          |
| ------------- | ----------------------------------------------- | ---------------------------------- | ------------------------------------------------------------------------------ |
| 1997          | One Life to Live                                | Casey Keegan                       |                                                                                |
| 2000          | The Expendables                                 | Newman                             | Filme                                                                          |
| 2000          | Road Rules: Maximum Velocity Tour               | Roadmaster                         | Não creditado                                                                  |
| 2001          | Charmed                                         | Kierkan                            | Episode: "Coyote Piper"                                                        |
| 2001          | When Billie Beat Bobby                          | Dennis Van De Meer                 | Filme                                                                          |
| 2001          | Dark Angel                                      | Phil                               | Episódio: "I and I Am a Camera"                                                |
| 2001          | CSI: Crime Scene Investigation                  | Pessoa no supermercado             | Episódio: "The Strip Strangler"                                                |
| 2002          | Law & Order: Special Victims Unit               | Zelador                            | Episódio: "Waste"                                                              |
| 2003          | Monk                                            | Walker Browning                    | Episódio: "Mr. Monk Goes to the Ballgame"                                      |
| 2003–2005     | Six Feet Under                                  | Arthur Martin                      | 13 episódios                                                                   |
| 2005          | Numb3rs                                         | Martin Grolsch                     | Episódio: "Vector"                                                             |
| 2005          | Entourage                                       | R. J. Spencer                      | Episódio: "I Love You Too"                                                     |
| 2005–2013     | The Office                                      | Dwight Schrute                     | 9 temporadas (201 episódios)                                                   |
| 2007          | Saturday Night Live                             | Apresentador                       | Episódio: "Rainn Wilson/Arcade Fire"                                           |
| 2008          | Tim and Eric Nite Live!                         | The Psychic                        | Episódio: "1.8"                                                                |
| 2008; 2010    | Tim and Eric Awesome Show, Great Job!           | Vários                             | 5 episódios                                                                    |
| 2009          | Reno 911!                                       | Calvin Robin Tomlinson             | Episódio: "Digging with the Murderer"                                          |
| 2010          | Family Guy                                      | Dwight Schrute (voz)               | Episódio: "Excellence in Broadcasting"                                         |
| 2012          | Rove LA                                         | Ele mesmo                          | Episódio: "Rainn Wilson/Sarah Wayne/The Miz"                                   |
| 2013          | The High Fructose Adventures of Annoying Orange | Dr. Po (voz)                       | Episódio: "Orange James Orange"                                                |
| 2013          | Comedy Bang! Bang!                              | Ele mesmo                          | Episódio: "Rainn Wilson Wears a Short Sleeved Plaid Shirt & Colorful Sneakers" |
| 2013          | Arcade Fire in Here Comes The Night Time        | Apresentador; auxiliar de palco    | Especial da NBC                                                                |
| 2014–2018     | Adventure Time                                  | Rattleballs / Peacemaster (vozes)  | 4 episódios                                                                    |
| 2015          | Backstrom                                       | Detective Everett Backstrom        | 13 episódios                                                                   |
| 2016          | Roadies                                         | Bryce Newman                       | Episódio: "The Bryce Newman Letter"                                            |
| 2017          | Star Trek: Discovery                            | Harry Mudd                         | Personagem recorrente (2 episódios)                                            |
| 2018          | Room 104                                        | Jim Herbers                        | Episódio: "Mr. Mulvahill"                                                      |
| 2019          | Star Trek: Short Treks                          | Harry Mudd / Harry Mudd (andróide) | Também como diretor; Episódio: "The Escape Artist"                             |
| 2019–presente | Mom                                             | Dr. Trevor Wells                   | 5 episódios                                                                    |
| 2020          | Solar Opposites                                 | Mouse Milk Farmer                  | Episódio: "Terry and Korvo Steal a Bear"                                       |
| 2020          | Utopia                                          | Michael Stearns                    |                                                                                |
| 2021          | The Rookie                                      | Ele mesmo                          | Episódio: "True Crime"                                                         |